# Нат Віталій Євгенович
Віталій Євгенович Нат (12 квітня 1977, Кривий Ріг, Дніпропетровська область) — український гандболіст і тренер. Майстер спорту України міжнародного класу.

## Біографія
Народився 12 квітня 1977 року у місті Кривий Ріг.
Виступав за команди: «СКІФ» (Київ) — 1994 рік, ZTR (Запоріжжя) — з 1994 по 2007 роки (з перервою), «Загреб» (Хорватія) — 2003 рік, «Вісла» (Польща, Плоцьк) — з 2007 по 2009 рік, «Віве Кельці» (Кельці, Польща) — з 2009 по 2011 рік, «НМЦ Повний Забже» (Забже, Польща) — з 2011 по 2014 рік.
Дев'ятиразовий чемпіон України. Чемпіон Польщі Виступав за молодіжну та національну збірні команди України. Другий призер чемпіонату світу серед молодіжних команд 1997 року.
З липня 2014 року — головний тренер гандбольного клубу ZTR. Під його керівництвом команда тричі ставала другим призером чемпіонатів України (2015, 2016, 2017) та фіналістом Кубка України (2015, 2016).